# Abfallentsorgung

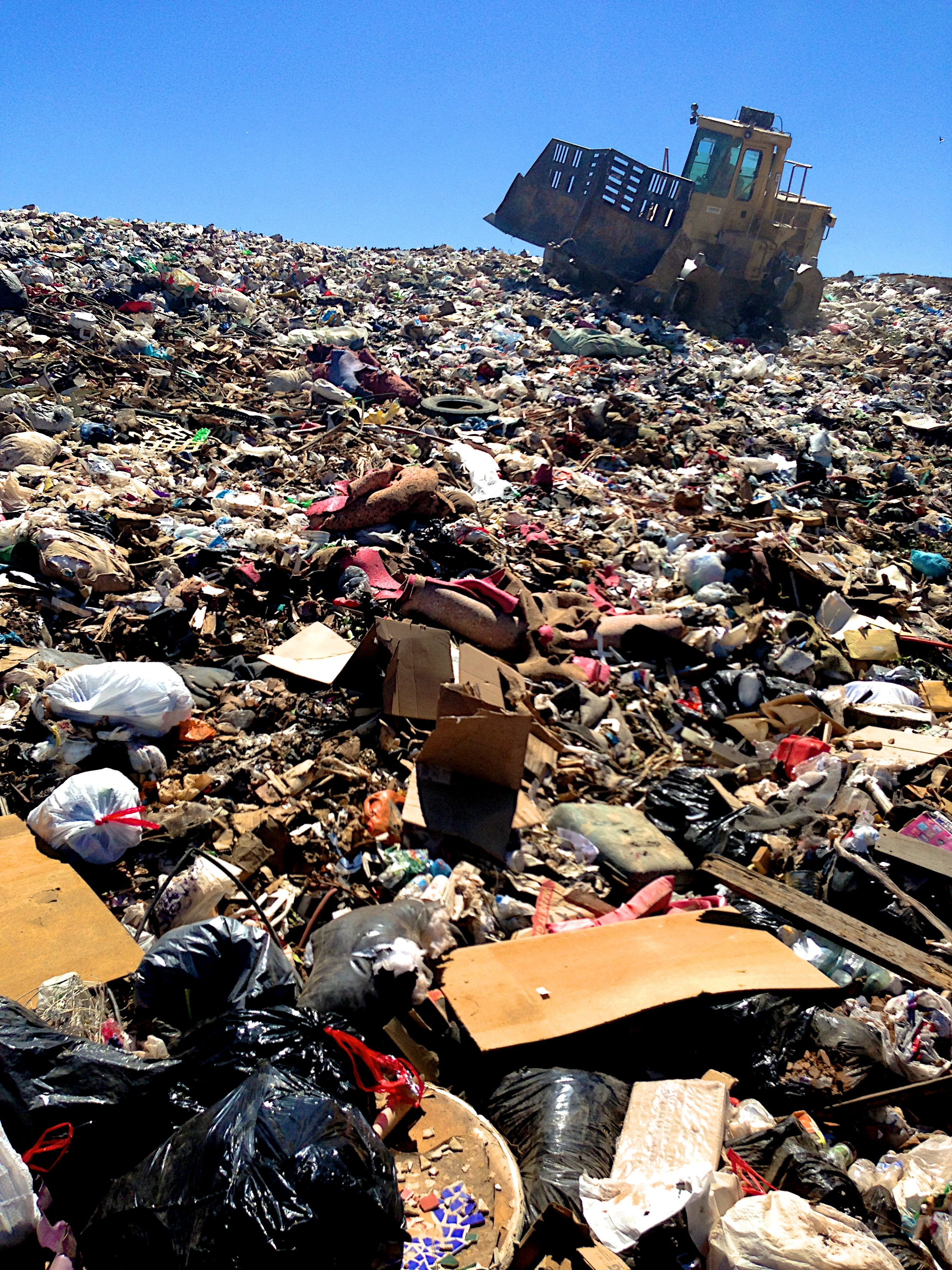
Eine Mülldeponie

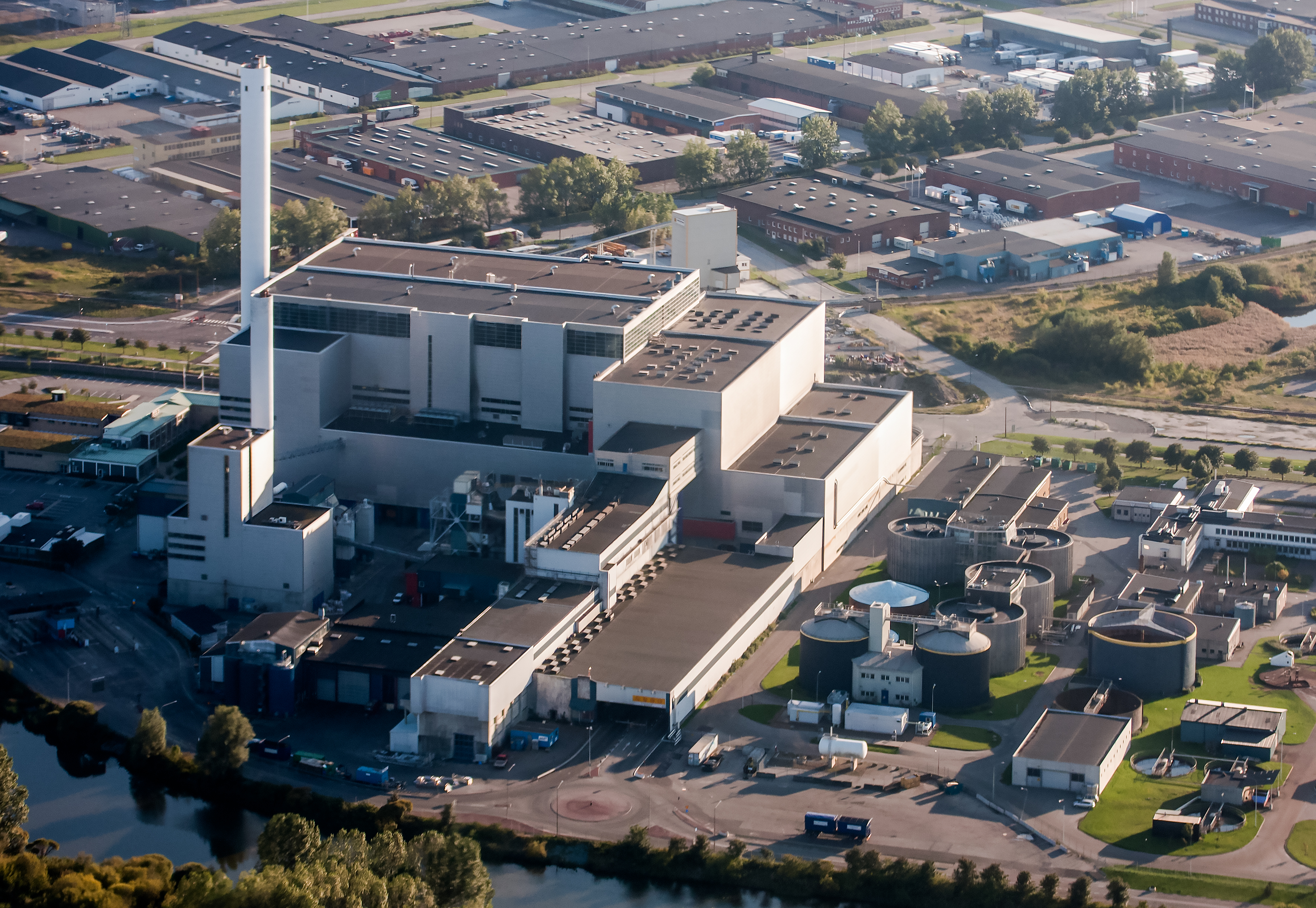
Eine Recycling- und Waste-to-Energy-Anlage

Abfallentsorgung ist der Oberbegriff für alle Verfahren und Tätigkeiten der Abfallwirtschaft, die der Verwertung oder Beseitigung von Abfällen dienen.
Unter Abfallbeseitigung versteht man dabei die Abgabe des Abfalls an die Umwelt – unter Einhaltung vorgeschriebener Grenzwerte durch Überführung auf eine Deponie oder in ein Endlager. Eine Form der Abfallentsorgung ist die thermische Verwertung in der Müllverbrennung.
Die Abfallentsorgung gilt als Ursache für eines der größten Umweltprobleme des 21. Jahrhunderts, insbesondere wegen der großen Mengen des anfallenden Abfalls: weltweit werden etwa ein Viertel der Siedlungsabfälle nicht eingesammelt und ein weiteres Viertel schlecht verwaltet – etwa in offenen und unkontrollierten Feuern verbrannt.

## Geschichte
Im Mittelalter existierte noch keine richtige Müllentsorgung. Zu dieser Zeit wurden der Haushaltsabfall bzw. auch Exkremente auf die Straße geworfen. Zudem fand man diese auch in Stadtbächen oder Flüssen wieder. In dieser frühen Phase der Entwicklung wurde mit dem Ausbruch von Pandemien wie der Pest wahrgenommen, dass diese Art der Müllentsorgung unhygienisch ist, was zu den Vorläufern allgemeiner Hygienevorschriften führte. Es war jedoch auch keine Lösung von Dauer, den Unrat auf Felder auszulagern, da die Städte spätestens mit der Industrialisierung immer größer wurden. Neben einer Deponie leben zu müssen, wurde dementsprechend immer mehr zum Problem.
1876 wurde schließlich in Nottingham die erste Müllverbrennungsanlage in Betrieb genommen. In Hamburg wurde die erste Müllverbrennungsanlage 1896 eröffnet, nachdem eine grassierende Cholera-Epidemie auf die dort durchgeführte Abfalldeponierung unter anderem als mögliche Ursache hindeutete. Damit einhergehend, dass in Berlin 1895 durchgesetzt wurde, dass die dort eingesetzten Müllfahrzeuge sich dicht verschließen lassen können mussten, wurde der Staubschutzwagen entwickelt, der bis zum Einsetzen der Motorisierung noch von Pferden gezogen wurde.
Ab dem 20. Jahrhundert begann man, die Müllabfuhr zu motorisieren und in diversen Entwicklungsschritten im Laufe der Zeit zu mechanisieren. Im Jahr 1972 trat in Deutschland das Abfallbeseitigungsgesetz in Kraft und verbot im Zuge dessen Mülldeponien, bei denen unkontrolliert Müll abgekippt werden durfte. In der Folge gab es einige Jahre später einen weiteren Entwicklungssprung, nämlich die ersten Altglas-Container. Mit der Zeit entwickelte sich die Mülltrennung zu der Entsorgungsweise, die man heute kennt. Seit 2015 ist es in Deutschland verbindlich, Müll zu trennen. Trotzdem beklagt die Branche noch immer hohe Fehlwurfquoten. In den Gelben Tonnen bzw. Gelben Säcken befinden sich durchschnittlich 30 Prozent falsch entsorgte Abfälle, darunter auch gefährliche Abfälle wie Lithium-Akkus.

## Abfallwirtschaft
Entsorgung ist der zentrale Teil der Abfallwirtschaft. Hierzu gehören zum Beispiel das Einsammeln und Befördern von Abfällen durch Müllabfuhr, das Umsetzen von Recyclingverfahren zur Gewinnung von Sekundärrohstoffen, die sogenannte „thermische Abfallverwertung“ in Müllverbrennungsanlagen zur Erzeugung von Energie (im Kurzterminus „energetische Abfallverwertung“ genannt), die nichts Anderes als eine Verbrennung darstellt, oder auch die Ablagerung auf Deponien. Die Anlagen zum Sammeln, Lagern und Sortieren von Abfällen werden als Abfallbehandlungsanlagen bezeichnet. Die Entsorgung nehmen Entsorgungsfachbetriebe vor, welche sich entweder in öffentlicher oder privater Hand befinden. An die Entsorgung von Sonderabfällen werden besondere Anforderungen gestellt.
Im deutschen Abfallrecht gilt seit Inkrafttreten des Kreislaufwirtschaftsgesetzes im Jahr 2012 der Vorrang der Abfallvermeidung und -verwertung vor der Abfallbeseitigung. Die sogenannte Abfallhierarchie des Kreislaufwirtschaftsgesetzes gilt auch für gefährliche Abfälle, die ebenfalls auf ihr Ressourcenpotenzial hin zu bewerten und als Rohstofflieferant zu nutzen sind. In Deutschland sind alle Arten von Abfällen seit Dezember 2001 in der Abfallverzeichnis-Verordnung (AVV) definiert. In der Verordnung, die das Europäische Abfallverzeichnis (EAV) in nationales Recht überführt, werden Abfälle bezeichnet und entsprechend ihrer Gefährlichkeit bzw. gefahrenrelevanter Eigenschaften eingestuft. Jeder Abfall muss einer der insgesamt 842 Abfallarten, die jeweils mit einem sechsstelligen Abfallschlüssel versehen sind, zugeordnet werden. Die Einstufung von Abfällen nach ihrer Gefährlichkeit stellt eine zentrale Aufgabe der Abfallwirtschaft dar und bestimmt die Entsorgungswege und -verfahren.

## Illegale Müllentsorgung
Darunter wird verstanden, dass der Abfall nicht ordnungsgemäß entsorgt wird, beispielsweise zählt das Abstellen von Flaschen neben den Containern bereits als illegale Müllentsorgung. Unterschieden wird jedoch, ob es sich um eine Ordnungswidrigkeit handelt oder um eine Straftat. Bei der Ordnungswidrigkeit befindet man sich teilweise auf der Bundesebene; hier tritt das Kreislaufwirtschaftsgesetz in Kraft und zwar § 28 Absatz 1 Satz 1 Kreislaufwirtschaftsgesetz: „(1) Abfälle dürfen zum Zweck der Beseitigung nur in den dafür zugelassenen Anlagen oder Einrichtungen (Abfallbeseitigungsanlagen) behandelt, gelagert oder abgelagert werden.“ dabei wird noch § 69 Absatz 1 Nr. 2 Kreislaufwirtschaftsgesetz: „(1) Ordnungswidrig handelt, wer vorsätzlich oder fahrlässig […] 2. Entgegen § 28 Absatz 1 Satz 1 Abfälle zur Beseitigung behandelt, lagert oder ablagert.“ berücksichtigt. In diesem Gesetz wurde erst seit 2015 verpflichtend den Müll zu trennen. Die jeweiligen Bundesländer können noch weitere Verhängungen des Bußgeldes erlassen, denn sie beziehen sich auf das Abfallwirtschaftsgesetz. Verstößt man gegen den § 326 des Strafgesetzbuches (StGB) wird die illegale Müllentsorgung zu einer Straftat. Neben den hohen Bußgeldstrafen können auch selten Freiheitsstrafen verhängt werden, die bis zu 5 Jahre gehen kann. Jedoch ist Situation der illegalen Müllentsorgung schlimmer geworden, denn z. B. Bundesländer wie Brandenburg haben hohe Ausgaben, um diesen Abfall ordnungsgemäß zu entsorgen.

## Rechtsprechung
Nachdem das deutsche Bundesverwaltungsgericht mit Urteil vom 18. Juni 2009 über die Voraussetzungen von gewerblichen Abfallsammlungen entschieden hatte, entschied das Verwaltungsgericht Hannover 2010, dass private Haushalte grundsätzlich ihren gesamten Hausmüll (einschließlich Altpapier) den öffentlich-rechtlichen Entsorgungsträgern überlassen müssen: Kommunen können das Einsammeln (so auch private Altpapiersammlungen) untersagen.
Bei der Berufung zum obigen Urteil des VG Hannover wurde aus formalen Gründen für ein Entsorgungsunternehmen entschieden. Das Niedersächsische Oberverwaltungsgericht in Lüneburg hob am 21. März 2013 das Verbot des Landkreises Holzminden gegenüber dem Entsorgungsbetrieb Wessarges & Hundertmark auf, da der Landkreis nach § 42 Abs. 4 des Niedersächsischen Abfallgesetzes (NAbfG) hierfür nicht zuständig war. Grund hierfür war, dass der Landkreis Holzminden mit seinem kommunalen Abfallwirtschaftsunternehmen „in eigener Sache“ tätig geworden war. Anstelle des Landkreises wäre daher für den Erlass einer Verfügung die oberste Abfallbehörde (in Niedersachsen das Ministerium für Umwelt, Energie und Klimaschutz) zuständig gewesen.